# True to Life
True to Life é um filme de comédia estadunidense de 1943 dirigido por George Marshall e estrelado por Mary Martin, Franchot Tone, Dick Powell e Victor Moore. O filme apresenta canções de Hoagy Carmichael com letras de Johnny Mercer.

## Elenco
- Mary Martin ...Bonnie Porter
- Franchot Tone ...Fletcher Marvin
- Dick Powell ...Link Ferris
- Victor Moore ...Pop Porter
- Mabel Paige ...Mom Porter

## Produção
De acordo com o Hollywood Reporter, Dalton Trumbo havia sido escalado para escrever o roteiro do filme, e Fred MacMurray, Bing Crosby e Bob Hope foram considerados para os papéis principais. Algumas cenas foram gravadas no Arthur Murray Dance Studio em Wilshire Boulevard em Los Angeles.